# کوه بلوخا
کوه بلوخا (روسی: Белуха) در رشته‌کوه آلتای در جمهوری آلتای واقع شده است. این کوه جزئی از میراث جهانی یونسکو است.